# Shenk Peak
Lo Shenk Peak è un picco roccioso antartico, alto 2.540 m, situato appena a sudest del Monte Kenyon, tra il Ghiacciaio Gillespie e LaPrade Valley, nelle Cumulus Hills, che fanno parte dei Monti della Regina Maud, in Antartide. 
La denominazione è stata assegnata dalla Texas Tech Shackleton Glacier Expedition (1962–63), la spedizione antartica della Texas Tech University al Ghiacciaio Shackleton, in onore di John C. Shenk, uno dei membri della spedizione che si era laureato in geochimica presso quell'Università.